# Xarestans de l'Iran
Els comtats o departaments de l'Iran (en farsi Xahrestans, singular شهرستان xahrestān) són subdivisions administratives de les províncies o ustans. Estrictament, ustan s'hauria de traduir per regió i xahrestan per província, però l'ús modern ha imposat com a més freqüent el nom de comtats per aquestes subdivisions. Els xahrestan estan formats per una ciutat central, i diversos bakhsh (farsi بخش bakhsh) integrats per ciutats (farsi: شهر xahr) i pobles o aglomeracions rurals (farsi: دهستان dehestān) consisteixen en agrupacions de petits pobles. La capital és una ciutat, i aquestes són generalment municipis és a dir que inclouen també algun nucli rural proper. Els xahrestans estan governats per l'oficina anomenada Farmandari que coordina les diverses oficines del govern al comtat i que dirigeix un farmandar o governador, que és la més alta autoritat del govern a la zona.
La província (regió) amb més xahrestans és Fars, amb 23, i les que menys en tenen són les Semnan i Khorasan del sud amb només 4 i Qom amb només un que ocupa tota la província. En total el 2005 eren 324 xahrestans.

## Província d'Ardabil
- Comtat d'Ardabil
- Comtat de Bilasavar
- Comtat de Germi
- Comtat de Khakhal
- Comtat de Kowsar
- Comtat de Meshginshahr
- Comtat de Namin
- Comtat de Nir
- Comtat de Parsabad

## Azerbaidjan Occidental
- Comtat de Bukan
- Comtat de Chaldoran
- Comtat de Khoy
- Comtat de Mahabad
- Comtat de Maku
- Comtat de Miandoab
- Comtat de Naqadeh
- Comtat de Oshnavieh
- Comtat de Piranshahr
- Comtat de Salmas
- Comtat de Sardasht
- Comtat de Shahindej
- Comtat de Takab
- Comtat d'Urmia

## Azerbaidjan Oriental
- Comtat d'Ahar
- Comtat d'Ajabshir
- Comtat d'Azarshahr
- Comtat de Bonab
- Comtat de Bostanabad
- Comtat de Charuymaq
- Comtat de Haris
- Comtat de Hashtrud
- Comtat de Jolfa
- Comtat de Kalibar
- Comtat de Malekan
- Comtat de Maragheh
- Comtat de Marand
- Comtat de Mianeh
- Comtat de Osku
- Comtat de Sarab
- Comtat de Shabestar
- Comtat de Tabriz
- Comtat de Varzaqan

## Província de Bushehr
- Comtat de Bushehr
- Comtat de Dashtestan
- Comtat de Dashti
- Comtat de Dayyer
- Comtat de Deylam
- Comtat de Ganaveh
- Comtat de Jam
- Comtat de Kangan
- Comtat de Tangestan

## Chahar Mahal-e Bakhtiari
- Comtat d'Ardal
- Comtat de Borujen
- Comtat de Farsan
- Comtat de Kuhrang
- Comtat de Lordegan
- Comtat de Shahrekord

## Khurasan del NordoKhurasan Septentrional
- Comtat de Bojnurd
- Comtat d'Isfarayen
- Comtat de Jajrom
- Comtat de Maneh-o-Samalqan
- Comtat de Shirvan

## Khurasan del SudoKhurasan Meridional
- Comtat de Birjand
- Comtat de Darmian
- Comtat de Ferdows
- Comtat de Nehbandan
- Comtat de Qaen
- Comtat de Sarayan
- Comtat de Sarbisheh

## Província de Kurdistan
- Comtat de Baneh
- Comtat de Bijar
- Comtat de Divandarreh
- Comtat de Kamyaran
- Comtat de Marivan
- Comtat de Qorveh
- Comtat de Sannandaj
- Comtat de Saqqez
- Comtat de Sarvabad

## Província de Fars
- Comtat d'Abadeh
- Comtat d'Arsanjan
- Comtat de Bavanat
- Comtat de Darab
- Comtat d'Eqlid
- Comtat de Estahban
- Comtat de Farashband
- Comtat de Fasa
- Comtat de Firuzabad
- Comtat de Jahrom
- Comtat de Kazerun
- Comtat de Khorrambid
- Comtat de Lamerd
- Comtat de Larestan
- Comtat de Mamasani
- Comtat de Marvdasht
- Comtat de Mehr
- Comtat de Neyriz
- Comtat de Qir-o-Karzin
- Comtat de Sepidan
- Comtat de Shiraz
- Comtat de Zarrindasht

## Província de Gilan
- Comtat d'Amlash
- Comtat d'Astara
- Comtat d'Astane-ye-Ashrafiyeh
- Comtat de Bandar-e-Anzali
- Comtat de Fuman
- Comtat de Lahijan
- Comtat de Langrud
- Comtat de Masal
- Comtat de Rasht
- Comtat de Rezvanshahr
- Comtat de Rudbar
- Comtat de Rudsar
- Comtat de Shaft
- Comtat de Siahkal
- Comtat de Some'e-sara
- Comtat de Talesh

## Província de Golestan(Gulistan)
- Comtat d'Aliabad
- Comtat d'Aqqala
- Comtat d'Azadshahr
- Comtat de Bandar-e-gaz
- Comtat de Bandar-e-Torkaman
- Comtat de Gonbad-e-Kavus
- Comtat de Gorgan
- Comtat de Kolaleh
- Comtat de Kordkuy
- Comtat de Minudasht
- Comtat de Ramian

## Província de Hamadan
- Comtat d'Asadabad
- Comtat de Bahar
- Comtat de Hamadan
- Comtat de Kabudrahang
- Comtat de Malayer
- Comtat de Nahavand
- Comtat de Razan
- Comtat de Tuyserkan

## Província d'Hormozgan
- Comtat d'Abumusa
- Comtat de Bandar-Abbas
- Comtat de Bandar-Lengeh
- Comtat de Bastak
- Comtat de Gavbandi
- Comtat de Hajiabad
- Comtat de Jask
- Comtat de Minab
- Comtat de Qeshm
- Comtat de Rudan

## Província d'Ilam(Elam)
- Comtat d'Abdanan
- Comtat de Darrehshahr
- Comtat de Dehloran
- Comtat d'Eevan
- Comtat d'Ilam
- Comtat de Mehran
- Comtat de Shirvan-o-Chardavol

## Província d'Esfahan
- Comtat d'Aran-o-Bidgol
- Comtat d'Ardestan
- Comtat de Borkhar-o-Meymeh
- Comtat de Chadegan
- Comtat de Falavarjan
- Comtat de Fereydan
- Comtat de Fereydunshahr
- Comtat de Golpayegan
- Comtat d'Esfahan
- Comtat de Kashan
- Comtat de Khansar
- Comtat de Khomeinishahr
- Comtat de Lenjan
- Comtat de Lower Semirom
- Comtat de Mobarakeh
- Comtat de Nain
- Comtat de Najafabad
- Comtat de Natanz
- Comtat de Semirom
- Comtat de Shahreza
- Comtat de Tiran-o-Korun

## Província de Kerman(Kirman)
- Comtat d'Anbarabad
- Comtat de Baft
- Comtat de Bam
- Comtat de Bardsir
- Comtat de Jiroft
- Comtat de Kahnuj
- Comtat de Kerman
- Comtat de Manujan
- Comtat de Rafsanjan
- Comtat de Ravar
- Comtat de Shahr-e-Babak
- Comtat de Sirjan
- Comtat de Zarand

## Província de Kermansah(Kirmanshah)
- Comtat de Gilan-e-gharb
- Comtat de Harsin
- Comtat d'Islamabad-e-gharb
- Comtat de Javanrud
- Comtat de Kangavar
- Comtat de Kermansah
- Comtat de Paveh
- Comtat de Qasr-e-Shirin
- Comtat de Sahneh
- Comtat de Sarpol-e-Zahab
- Comtat de Solas-e-Babajani
- Comtat de Sonqor

## Província del Khuzestan
- Comtat de Abadan
- Comtat de Ahvaz
- Comtat de Andimeshk
- Comtat de Baghmalek
- Comtat de Behbahan
- Comtat de Dasht-e-Azadegan
- Comtat de Dezful
- Comtat de Hendijan
- Comtat de Izeh
- Comtat de Khorramshahr
- Comtat de Lali
- Comtat de Mahshahr
- Comtat de Masjed-Soleyman
- Comtat de Ramhormoz
- Comtat de Shadegan
- Comtat de Shush
- Comtat de Shushtar

## Kohgeluyeh-e Boyer Ahmad
- Comtat de Bahmai
- Comtat de Boyer-Ahmad
- Comtat de Dena
- Comtat de Gachsaran
- Comtat de Kohgeluyeh

## Província de Lurestan(Luristan)
- Comtat d'Aligudarz
- Comtat d'Azna
- Comtat de Borujerd
- Comtat de Delfan
- Comtat de Dorud
- Comtat de Khorramabad
- Comtat de Kuhdasht
- Comtat de Poldokhtar
- Comtat de Selseleh

## Província de Markazi
- Comtat d'Ashtian
- Comtat d'Arak
- Comtat de Delijan
- Comtat de Khomein
- Comtat de Komeijan
- Comtat de Mahallat
- Comtat de Saveh
- Comtat de Shazand
- Comtat de Tafresh
- Comtat de Zarandieh

## Província de Mazanderan
- Comtat d'Amol
- Comtat de Babol
- Comtat de Babolsar
- Comtat de Behshahr
- Comtat de Chalus
- Comtat de Juybar
- Comtat de Mahmudabad
- Comtat de Neka
- Comtat de Noshahr
- Comtat de Nur
- Comtat de Qaemshahr
- Comtat de Ramsar
- Comtat de Sari
- Comtat de Savadkuh
- Comtat de Tonekabon

## Província de Qazvín
- Comtat d'Abyek
- Comtat de Buin-Zahra
- Comtat de Qazvin
- Comtat de Takestan

## Província de Qom
- Comtat de Qom

## Razavi Khorasan
- Comtat de Bardaskan
- Comtat de Chenaran
- Comtat de Dargaz
- Comtat de Fariman
- Comtat de Gonabad
- Comtat de Kalat
- Comtat de Kashmar
- Comtat de Khaf
- Comtat de Khalilabad
- Comtat de Mashhad
- Comtat de Neyshabur
- Comtat de Qaenat
- Comtat de Quchan
- Comtat de Rashtkhar
- Comtat de Sabzevar
- Comtat de Sarakhs
- Comtat de Taybad
- Comtat de Torbat-e-Jam
- Comtat de Torbat-e-Heydarieh

## Província de Semnan
- Comtat de Damghan
- Comtat de Garmsar
- Comtat de Semnan
- Comtat de Shahrud

## Sistan i Baluchistan
- Comtat de Chabahar
- Comtat de Iranshahr
- Comtat de Khash
- Comtat de Nikshahr
- Comtat de Saravan
- Comtat de Sarbaz
- Comtat de Zabol
- Comtat de Zahedan

## Província de Teheran
- Comtat de Damavand
- Comtat de Firuzkuh
- Comtat de Islamshahr
- Comtat de Karaj
- Comtat de Nazarabad
- Comtat de Pakdasht
- Comtat de Robat-Karim
- Comtat de Rayy (o de Rey)
- Comtat de Savojbolagh
- Comtat de Shemiranat
- Comtat de Shahriar
- Comtat de Teerã
- Comtat de Varamin

## Província de Yazd(Yedz)
- Comtat d'Abarkuh
- Comtat d'Ardekan
- Comtat de Bafq
- Comtat de Khatam
- Comtat de Mehriz
- Comtat de Meybud
- Comtat de Sadugh
- Comtat de Tabas
- Comtat de Taft
- Comtat de Yazd

## Província de Zanjan
- Comtat d'Abhar
- Comtat d'Eejrud
- Comtat de Khodabandeh
- Comtat de Khorramdarreh
- Comtat de Mahneshan
- Comtat de Tarom
- Comtat de Zanjan